# Richard Mühlmann

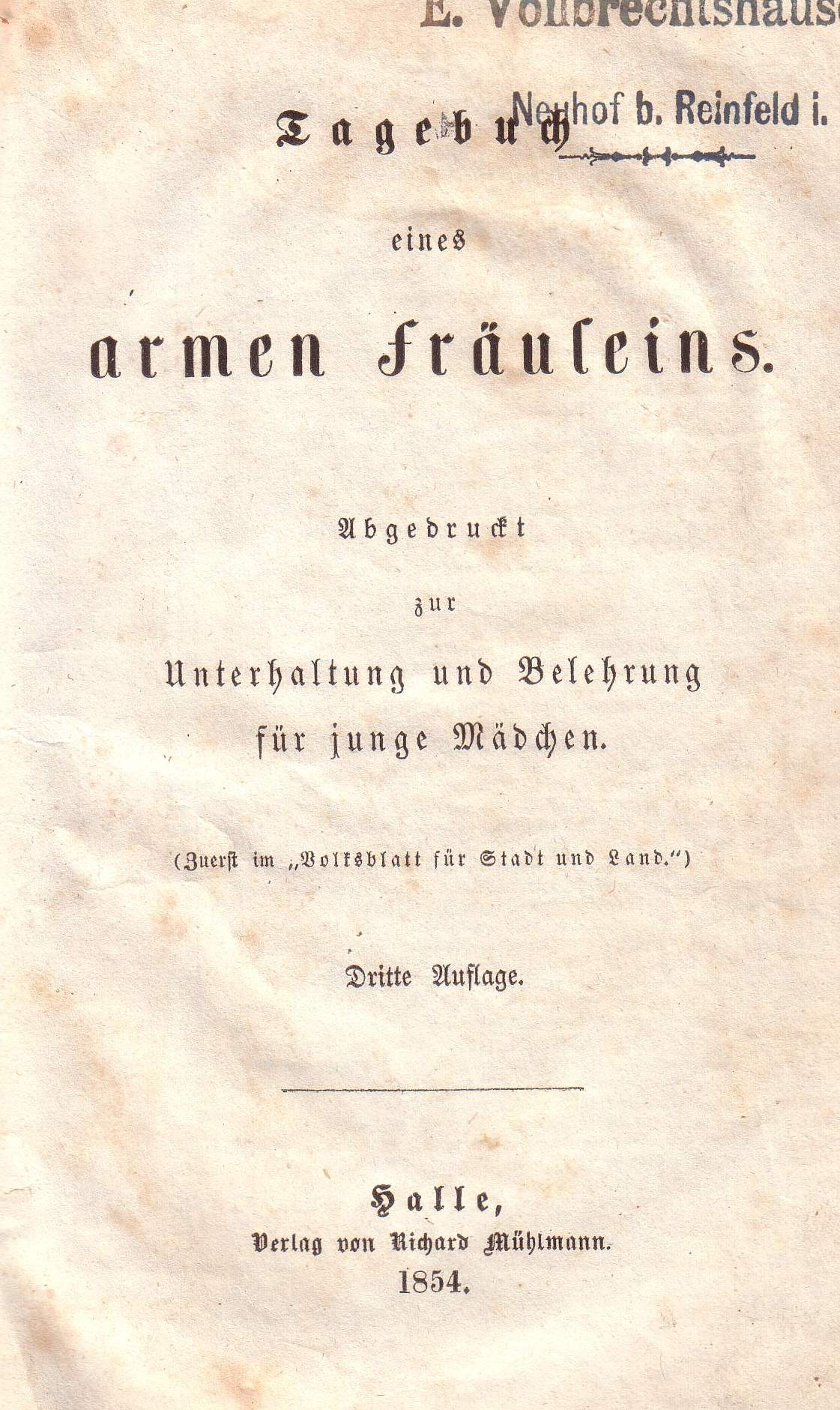
Bei Mühlmann verlegter Roman von Marie Nathusius

Richard Mühlmann (* 1. Oktober 1815; † 10. September 1850) war ein Verleger in Halle (Saale). Im Verlag von Richard Mühlmann wurden vorwiegend christlich geprägte Erbauungsliteratur und theologische Werke herausgegeben.

## Leben
Der Sohn eines Pfarrers erhielt seine Schulausbildung am Pädagogium in Halle. Bei der Jäger’schen Buchhandlung in Frankfurt am Main absolvierte er eine Lehre als Buchhändler und arbeitete folgend als Gehilfe in Friedland und Berlin. Im Jahr 1840 übernahm er den 1824 gegründeten Verlag von Carl Grunert in Halle, der auch einen Teil des früheren Verlages von Friedrich Ruff in Halle umfasste. Einen anderen Bereich des Ruff-Verlagsprogramms hatte 1824 bereits A. L. Reinicke aus Halle erworben und diesen 1825 unter der Firma Reinicke & Comp. fortgeführt. Dem gekauften Verlag fügte Mühlmann eine Antiquariatsabteilung sowie ein Sortiment hinzu. Nach seinem Tode 1850 ging der Betrieb auf seine Witwe, Lina geb. Hirsch, über. Sie ließ den Verlag bis 1888 von Geschäftsführern verwalten und veräußerte ihn dann.